# 李梓樅
李梓樅 (英文名：Chael Li)，香港編劇，入行超過十年，曾經為電影、廣告、電視劇，綜藝節目，甚至網絡電影擔任編劇一職。擅長動作與懸疑為題材的劇集。

## 簡歷
李梓樅畢業於香港理工大學。他在2005年加入無線電視擔任編劇。曾為《學警出更》、《男人之苦》、《歲月風雲》、《荷里活有個大老千》等劇集編寫劇本。在職於電視廣播有限公司（TVB）期間，所參與的單元電視電影《愛情來的時候》（2014）和2015年綜藝節目《Do姐去Shopping》，更分別奪得《2014年萬千星輝頒獎典禮最佳特備節目》，以及《2015年萬千星輝頒獎典禮最佳綜藝及特備節目》大獎。

由2016年開始，成立了個人團隊的他，參與了多部院線和網絡電影，以及電視劇和廣告文案的創作，當中涉及多個不同的題材，汲取了不少相關經驗。2019年電視劇《荷里活有個大老千》是他離開TVB之後首部編審的作品。2022年編寫的電視劇《反起跑線聯盟》更榮獲第27屆釜山國際電影節亞洲內容大獎 - 最佳劇本提名。

李梓樅習武多年，精通MMA（綜合格鬥）、國術及泰拳，亦是跆拳道黑帶、巴西柔術藍帶的高手。他除了是不少劇集及電影的幕後人員，亦都參與幕前演出。2015年在無線綜藝節目《Do姐去Shopping》中出鏡，擔任「畀錢仔」一角。2023年無線劇集《一舞傾城》內除了擔任編劇、編審，亦客串飾演舞小姐Money的前度男友Benny。

## 編審 / 編劇列表

### 電視劇（無綫電視）
2006年：《學警出更》編劇
2006年：《男人之苦》編劇
2007年：《歲月風雲》編劇
2019年：《荷裏活有個大老千》編審
2023年：《一舞傾城》編劇、編審

### 電視劇（優酷）
2019年：《情陷夜聊齋之畫皮》編審

### 電視劇（ViuTV）
2022年：《反起跑線聯盟》編劇

### 電影
2023年：《捕狼》編劇
2023年：《阿麥從軍》編劇
2024年：《反貪風暴之加密危機》助理編劇

### 综艺
2025年：《唱爆舞台》创意总监兼编剧